# 普坪村站
普坪村站是昆明地铁3号线的地铁车站，位于中华人民共和国云南省昆明市西山区春雨路与干沟路交叉口北侧，于2017年8月29日开通。

## 车站结构
普坪村站位于春雨路与干沟路交叉口北侧，沿春雨路设置，呈南北走向，为地下两层岛式站台车站，车站长176米，标准段宽19.7米，车站地下一层为站厅层，地下二层为站台层，站台设置全高站台门。
| 地面              | 出入口 | A、B、D出入口                                                                                                 |
| 地下一层          | 站厅   | 客服中心、自动售票机、验票机                                                                                  |
| 地下二层          | 站台   | \| \| \| █ 3号线往东部汽车站（石咀） \| \| 島式 · 開左邊车门 \| \| \| \| \| \| █ 3号线往西山公园（车家壁） \| |
|                   |        | █ 3号线往东部汽车站（石咀）                                                                                   |
| 島式 · 開左邊车门 |        | |
|                   |        | █ 3号线往西山公园（车家壁）                                                                                   |

## 出入口
普坪村站目前开放3个出入口，各出口及周围设施如下所示：
| 编号                  | 地点   | 建议前往的目的地       | 照片 |
| --------------------- | ------ | ---------------------- | ---- |
| 出口 · A · 升降机标志 | 春雨路 | 云建花园职工医院       |      |
| 出口 · B              | 春雨路 | 普坪小学               |      |
| 出口 · D              | 春雨路 | 普坪锦苑老省建职工小区 |      |
| 註： 設有             |        |                        |      |

## 接驳交通

### 公交车
- 干沟路口(普坪村地铁站)：安宁K6路，安宁K10路
- 干沟路口(春雨路)：6路，C11路，DZ23路，安宁K6路，安宁K7路

## 车站历史
- 2014年12月19日，车站主体结构封顶[2]。
- 2017年8月29日，车站随3号线通车开通[1]。
- 2020年1月30日，受新冠疫情影响，车站暂停运营[3]。3月18日，车站恢复运营[4]。